# Takechi no Miko
O príncipe Takechi no Miko (高市皇子, [[[654]] - 696] Erro: {{japonês}}: texto da transliteração contém caractere não latino (pos 17) (ajuda))  foi membro da família imperial  e político durante o Período Asuka da história do Japão . Takechi  era o terceiro filho do Imperador Tenmu .

## Vida
Takechi lutou com seu pai durante a Guerra Jinshin (672), depois da qual Tenmu tornou-se imperador. Em 673, com 19 anos de idade, Takechi foi enviado por seu pai para lutar na província de Mino (atualmente no sul da Província de Gifu ), como Comandante da Vanguarda e depois como Comandante Geral.
Em 679, participou com seus irmão do Pacto de Yoshino (吉野の盟約, Yoshino no Meiyaku) , onde o Imperador, sua esposa a Imperatriz Jitō e seus filhos: Príncipe Kusakabe , Príncipe Otsu , Príncipe Takechi, Príncipe Kawashima , Príncipe Osakabe' e Príncipe Shiki prestaram juramento no Palácio de Yoshino no Miya , de cooperarem mutuamente para evitar problemas de sucessão como os que deram origem à Guerra Jinshin .
Com a morte do Imperador Tenmu e a ascensão ao trono de sua mãe a Imperatriz Jitō, Takechi assumiu o cargo de Daijō Daijin de 690 até sua morte em 696, passando a ter um controle muito grande sobre a administração do governo do reino .
Depois das mortes do Príncipe Kusakabe e do Príncipe Otsu, Takechi estava sendo preparado por sua mãe para assumir o Trono do Crisântemo. Sua morte prematura causou um grande abalo em toda a Corte .
Ele se casou com a princesa Minabe (filha do Imperador Tenji e irmã da imperatriz Genmei ), e teve dois filhos: o Príncipe Nagaya e o Príncipe Suzuka.
| Precedido por Príncipe Ōtomo no Miko | 2º Daijō Daijin (654 - 659) | Sucedido por Príncipe Osakabe no Miko |